# Parides aglaope
Parides aglaope, popularmente chamada rabo-de-andorinha, é uma espécie de borboleta neotropical da família dos papilionídeos (Papilionidae). É endêmica do Brasil, sul do Peru e Bolívia.

## Descrição
O macho de Parides aglaope apresenta asas primárias de um preto azulado profundo, com os cumes mais claros; uma faixa oblíqua azul acinzentada começa no meio do margam interno e se estende até a nervura mediana entre o primeiro e o segundo nervos medianos; esta faixa tem em seu lado externo, entre o segundo e o terceiro nervo mediano, uma mancha quadrada branca. As asas secundárias são totalmente pretas azuladas, com a margem externa entre as dentaduras estreitamente delimitadas por escarlate; uma faixa curva transversal de quatro manchas escarlates longitudinais, com a parte anterior mais obscura, atravessa a asa; os três primeiros da margem interna são de tamanho igual, mas o quarto é menor e um tanto quadrado. A superfície inferior das asas primárias é preta, com os cumes mais claros e com duas manchas brancas entre o primeiro e o terceiro nerrales, mais próximo da nervura mediana do que da margem externa. A superfície inferior das asas secundárias é preta, tendo uma faixa curva transversal de cinco pequenas manchas rosadas, com a terceira e a quarta maiores que as outras.
Por sua vez, a fêmea apresenta asas primárias pretas acastanhadas, com os cumes mais claros e a margem externa ornamentada com minúsculas manchas brancas; uma faixa oblíqua de quatro manchas brancas desiguais, situadas entre o segundo nervo discoidal e a nervura submediana; viz. um acima do primeiro nervo mediano e aquele abaixo do terceiro nervo mediano são muito pequenos, enquanto os outros dois entre eles são grandes e subquadrados. As asas secundárias são pretas acastanhadas, com a margem externa entre as dentaduras brancas; uma faixa curva transversal de sete pontos de pmk pálido; viz. dois pontos no ângulo anal são unidos e subquadrados, o terceiro e o quarto são grandes e oblongos, enquanto os outros diminuem gradualmente de tamanho até o sétimo, que é muito pequeno. A superfície inferior das asas primárias é como a parte superior, tanto na cor quanto na marcação. A superfície inferior das asas secundárias é semelhante à parte superior, mas as manchas são branco-rosadas, com a porção posterior de cada uma e a do ângulo anal inteiramente rosa.

## Taxonomia
Parides panthonus é um membro do grupo de espécies aeneas. Os membros são:
- Parides aeneas
- Parides aglaope
- Parides burchellanus
- Parides echemon
- Parides eurimedes
- Parides lysander
- Parides neophilus
- Parides orellana
- Parides panthonus
- Parides tros
- Parides zacynthus

### Subespécies
Atualmente são reconhecidas cinco subespécies:
- P. a. aglaope Brasil (Pará)
- P. a. lysimachus (Honrath, 1888) Brasil (Pará)
- P. a. ecaudatus (Joicey & Talbot, 1924) Brasil (Mato Grosso)
- P. a. castilhoi (d'Almeida, 1967) Brasil (São Paulo)[6]
- P. a. callicles (Bates, 1861) norte da Bolívia

## Conservação
Em 2007, Parides aglaope (sob a subespécie abolida P. p. aglaope) foi classificada como vulnerável na Lista de espécies de flora e fauna ameaçadas de extinção do Estado do Pará; em 2018, também sob a subespécie abolida P. p. aglaope, com a rubrica de "dados insuficientes" no Livro Vermelho da Fauna Brasileira Ameaçada de Extinção do Instituto Chico Mendes de Conservação da Biodiversidade (ICMBio). A subespécie Parides aglaope castilhoi (ainda com o nome de P. p. castilhoi), em 2014, constou como em perigo no Livro Vermelho da Fauna Ameaçada de Extinção no Estado de São Paulo e criticamente em perigo no anexo dois (invertebrados) da Lista Oficial da Fauna Brasileira Ameaçada de Extinção da Portaria MMA Nº 148, de 7 de junho de 2022.